# Darijan Mihajlović
 (janvier 2013).
Si vous disposez d'ouvrages ou d'articles de référence ou si vous connaissez des sites web de qualité traitant du thème abordé ici, merci de compléter l'article en donnant les références utiles à sa vérifiabilité et en les liant à la section « Notes et références ».
Darijan Mihajlović, né en 1972 à Belgrade, est un professeur d'art dramatique et metteur en scène serbe.

## Biographie
Il est diplômé de la Faculté d'art dramatique de Belgrade, du département de mise en scène du théâtre et de la radio où il travaille comme professeur.
Un des fondateurs et metteur en scène de la troupe théâtrale Torpedo (1997-2001), il a visité un grand nombre de festivals théâtraux d’Europe avec celle-ci. Il a mis en scène plus de quarante pièces de théâtre (d’après Bihner, Williams, Mrožek, Nušić, D. Kovačević, Šefer, Radović, Orwell, Pushkin, etc.) dans presque tous les théâtres de Belgrade et de Serbie. Il s’est occupé particulièrement de la mise en scène de l’opéra Macbeth de Giuseppe Verdi, La Chauve-souris de Strauss, ou encore La forza del destino de Giuseppe Verdi.
Il a mis en scène le feuilleton Podium (vingt-cinq épisodes), ainsi que la comédie musicale et le feuilleton À la lettre à la lettre de D. Radović pour La Radio Télévision de Serbie.
Lauréat de Dindon d’or au festival Les jours de la comédie à Jagodina (2001), ainsi que du prix Joakim Vujić pour la meilleure mise en scène (1999), il est de même lauréat de la Plaquette d’or de la ville de Belgrade pour le meilleur court métrage lors du Festival de documentaire, court métrage et dessin animé, ainsi que de prix spéciaux du jury lors du Festival du film à Antalya, en Turquie. 
En 2001, l'opéra Macbeth a obtenu le prix de l’Association des critiques de l’opéra et de la musique de Yougoslavie pour le meilleur événement de l’opéra de décennie.